# Taniguchi Kinzō
Taniguchi Kinzō (japanisch 谷口 金蔵; * 1910 in Fukami oder Ōdomari, Präfektur Karafuto, Japan (heute: Prigorodnoje, Korsakow, Oblast Sachalin, Russland); † unbekannt) war ein japanischer Skilangläufer.
Taniguchi wurde bei den japanischen Meisterschaften 1930 Zweiter über 50 km. Bei seiner einzigen Teilnahme an Olympischen Winterspielen im Februar 1932 in Lake Placid startete er im Rennen über 50 km, welches er aber vorzeitig beendete.